# Unione Sportiva Pianese
L'Unione Sportiva Pianese S.r.l., meglio nota come Pianese, è una società calcistica italiana con sede nel comune di Piancastagnaio, in provincia di Siena. 
Fondata nel 1930, ha trascorso gran parte della propria storia nei campionati dilettantistici della Toscana. Esordiente in Serie D nel 2010, vi ha quindi giocato stabilmente fino all'annata 2018-2019, allorché ha vinto il proprio girone, ottenendo per la prima volta la promozione in Serie C. Retrocessa al termine della stagione 2019-2020, ha nuovamente giocato in Serie D fino al campionato 2023-2024, quando viene promossa nuovamente in terza serie, campionato in cui milita per l'annata 2024-2025. La salvezza ottenuta in tale stagione e la qualificazione ai play-off per la Serie B costituiscono i migliori risultati nella storia del club.

## Storia
La pratica calcistica alle falde del monte Amiata inizia nel 1930 e prende definitivamente piede il 2 aprile 1932, data in cui l'allora commissario prefettizio del comune di Piancastagnaio, Vincenzo Forconi, dispone l'approntamento di un primo campo sportivo. Per il primo ventennio le attività (complice lo scoppio della seconda guerra mondiale) vengono condotte a carattere dilettantistico e informale, organizzando partite contro i club dei comuni limitrofi.
Nel 1950 la Pianese si associa all'UISP e ne disputa i relativi campionati: nel 1954 vince il torneo provinciale senese, risultato bissato nel 1959.
Nel mentre la pratica cresce di livello, sicché il 24 luglio 1970 (dopo che nel 1967, anche grazie all'aiuto degli appassionati, era stato riallestito il campo sportivo) la società si affilia alla FIGC, debuttando nel campionato di Terza Categoria senese. L'organigramma comprende il presidente Vincenzo Renai, coadiuvato dal vice Carlo Gheda, dal segretario Lanfranco Piccinelli, dal cassiere Benito Belloni e dai consiglieri Gastone Perini, Bruno Sani, Moreno Cencini e Francesco Capretti.
Dopo un primo anno di "assestamento", alla seconda stagione nei ruoli federali la Pianese (guidata dal tecnico Mauro Bettarini) vince il proprio girone e sale in Seconda Categoria. Contestualmente, fino circa alla metà degli anni 1970, grazie ai buoni rapporti intrecciati col tecnico Lauro Toneatto (senese d'adozione), Piancastagnaio ospita regolarmente per allenamenti ed amichevoli squadre quali Bari, Pisa, Foggia e Cagliari.
La permanenza della Pianese in Seconda Categoria dura fino al 1976-1977, allorché i bianconeri di mister Manlio Focarelli vincono il loro girone e sono promossi in Prima Categoria. Il club inizia pertanto a darsi una struttura più solida: nel 1978 il consiglio direttivo sale a 30 membri e si iniziano a tesserare i giocatori con criteri semiprofessionistici.
Nel 1992-1993 la squadra conquista il primo accesso alla Promozione, ma il successivo campionato si risolve in un'immediata retrocessione. Seguono poi alcune annate altalenanti: nel 1995 gli amiatesi risalgono in Promozione, indi vi rimangono per quattro stagioni, tornando in Prima Categoria nel 1999. Questo rovescio segna però un punto di svolta, ché nel campionato 1999-2000 la Pianese di Bruno Cornacchia domina il proprio girone, ottenendo 75 punti su 30 partite (delle quali 23 vinte, 6 pareggiate e solo 1 persa), con 73 reti segnate a fronte di 21 subìte.
Stabilizzatasi in Promozione, la selezione bianconera vi gioca con crescenti successo, finché nel 2005-2006 vince il proprio girone ed è promossa in Eccellenza. Nel mentre, date le nuove normative inerenti alle società a carattere non professionale, la forma amministrativa viene mutata in associazione sportiva dilettantistica.
Propostasi fin da subito quale squadra di vertice anche nella massima divisione regionale, la Pianese beneficia al contempo dell'apporto dell'imprenditore Maurizio Sani (titolare del marchio Stosa Cucine), originario di Piancastagnaio e in gioventù giocatore del vivaio bianconero. Nei primi anni 2000 egli entra in società nella duplice veste di sponsor e direttore sportivo, per poi assumere su di sé la carica di presidente nel 2009. Corroborati dall'inedita solidità economica, nel 2009-2010 gli amiatini vincono il proprio raggruppamento di Eccellenza ed entrano in Serie D.
Nella stagione 2018-2019, al nono anno di militanza nell'interregionale, la Pianese (guidata dal tecnico Marco Masi) inizia il proprio campionato con un rendimento altalenante, che la porta a gravitare perlopiù tra il quarto e l’ottavo posto nel gruppo E. La crescita nel girone di ritorno porta però i bianconeri ad ingaggiare un duello al vertice con il Ponsacco. Alla trentesima giornata, grazie alla vittoria sul Bastia, la Pianese si porta in testa alla classifica e consolida il primato con un filotto di sei affermazioni. I due pareggi alla terzultima e penultima giornata fanno però risalire i rossoblù pisani a una sola lunghezza di distacco, ma ciò non basta per negare agli amiatini (vittoriosi all’ultimo turno contro il Seravezza) la prima promozione in Serie C.
Col passaggio al professionismo, la Pianese muta la propria forma amministrativa in società di capitali; l'organigramma in carica viene sostanzialmente confermato, al pari del tecnico Masi; il calciomercato porta all'innesto di diversi giovani e di alcuni elementi d'esperienza (nello specifico l'attaccante Matteo Momentè, il centrocampista Paolo Regoli e il difensore Emilio Dierna). Il problema più annoso si rivela quello del campo interno: essendo indisponibile (poiché non ancora omologato per la Serie C) lo stadio comunale di Piancastagnaio, la Pianese adotta in via transitoria lo stadio Carlo Zecchini di Grosseto, ottenendo al contempo che il comune d'origine provveda ad avviare i lavori di adeguamento dello storico impianto amiatino. Tale intervento non viene però portato a termine entro la fine della stagione, obbligando pertanto la Pianese a giocare tutte le partite de facto in trasferta.
Inseriti nel girone A, i bianconeri palesano a tratti un discreto rendimento: spicca tra i risultati il pareggio per 1-1 del 18 ottobre contro il Monza "targato" Fininvest, di gran lunga la squadra più competitiva del raggruppamento; alcune sconfitte di troppo tuttavia li fanno sprofondare in zona play-out, tra la 15ª e la 19ª posizione. Il campionato tuttavia s'interrompe bruscamente per via dell'epidemia di COVID-19, che dal mese di febbraio conduce al "blocco" quasi totale del sistema sportivo italiano: alcuni giocatori e dipendenti della Pianese vengono peraltro interessati dal contagio fin dalle prime fasi dell'ondata.
L'8 giugno, dopo circa quattro mesi di incertezza e decisioni contrastanti tra FIGC e Lega Italiana Calcio Professionistico sulle modalità di completamento dei campionati professionistici, la Pianese viene definitivamente inclusa nella "griglia" dei play-out retrocessione contro la Pergolettese. Il giorno stesso la società esonera il tecnico Masi e lo sostituisce con Pasquale Catalano. Lo spareggio-salvezza contro i gialloblù di Crema si risolve in favore di questi ultimi, che in quanto meglio piazzati in stagione regolare beneficiano del doppio pareggio (0-0 e 3-3) per mantenere la categoria.
Le due stagioni successive vedono la Pianese galleggiare nella medio-alta classifica, ma senza riuscire a puntare al vertice. Nell'annata 2022-2023 i bianconeri riescono invece a contendere il primato all'Arezzo, che però infine li distacca e viene promosso in C; le Zebrette vincono successivamente i playoff, ma il patron Sani (che nell'estate precedente aveva perfino presentato le proprie dimissioni, salvo poi ritirarle - era invece uscito dall'organigramma lo storico direttore generale Renato Vagaggini) decide di non presentare domanda di ripescaggio. L'arrivo del direttore sportivo Francesco Cangi prelude bensì a un deciso "cambio di passo" nelle ambizioni del club.
Nella stagione 2023-2024 la Pianese, allenata da Fabio Prosperi, disputa il girone E di Serie D, proponendosi come squadra di vertice e ingaggiando un prolungato duello con Livorno (gli amaranto però progressivamente perdono contatto), Grosseto e Follonica Gavorrano. Alla sesta giornata la squadra bianconera diventa capolista e (fatte salve due parentesi alla 18ª e tra la 26ª e 28ª giornata) non perde più la posizione: il 28 aprile 2024, grazie alla vittoria per 2-3 sul campo del Seravezza, la Pianese ottiene la promozione in Serie C con una giornata d'anticipo sulla fine della stagione regolare, grazie al vantaggio di 4 punti sul Grosseto.
A differenza della prima esperienza in Serie C, i bianconeri possono fin da subito giocare le gare interne a Piancastagnaio e, alla prova del campo, riescono a rivelarsi competitivi, spingendosi nella parte medio-alta della classifica con una rosa peraltro molto giovane; il rendimento non viene intaccato nemmeno dalle dimissioni del "mister" Prosperi (sostituito in panchina da Alessandro Formisano) e già alla 27^ giornata la Pianese supera i 40 punti, garantendosi de facto la prima, storica salvezza nel professionismo. Il 12 aprile 2025, a seguito della vittoria interna per 4-0 contro il Pineto, gli amiatini si garantiscono altresì l'accesso ai playoff per la promozione in Serie B, dove escono al secondo turno della fase di girone contro il Pescara. Tra i giocatori si distingue per rendimento l'attaccante classe 2002 Guglielmo Mignani, che con 18 goal si piazza secondo nella classifica marcatori del girone B.

## Colori e simboli

### Colori
I colori sociali della Pianese sono il bianco e il nero, che nella maglia casalinga assumono generalmente una disposizione palata; in alcuni casi è altresì attestato l'uso di casacche inquartatate, con una soluzione verosimilmente ispirata alle prime divise del Siena, storicamente la squadra più prestigiosa e seguita della provincia.
Le maglie esterne e terze (laddove ne è stato previsto l'impiego) tendono invece a usare soluzioni monocrome in bianco, col nero relegato alle finiture, oppure in tinte quali arancione, azzurro, giallo e verde.

### Simboli ufficiali

#### Stemma
Lo stemma storico della Pianese è uno scudetto palato di bianco e nero, recante in capo l'epigrafe U.S.P. (acronimo della ragione sociale) a lettere stampatelle. In alcuni casi esso si è presentato racchiuso in un cerchio, recante inscritta a mo' di cornice la ragione sociale per esteso e l'anno di fondazione.
Nei primi anni del terzo millennio il club ha altresì adottato un diverso scudetto, sempre palato, ma con la denominazione inscritta in una fascia nera trasversale e l'anno di fondazione apposto in punta.
Nel 2019, a seguito dell'ingresso nel professionismo, è stato introdotto un nuovo emblema: uno scudo perlopiù bianco, nero in punta e recante in posizione centrale la ragione sociale scritta per esteso e l'anno di fondazione, racchiusi verso sinistra da due strisce nere e verso destra dal disegno stilizzato a tutto campo della lettera P.

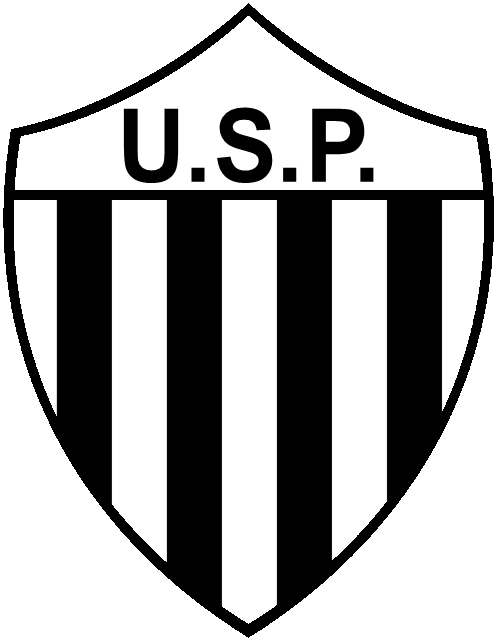
Lo stemma storico
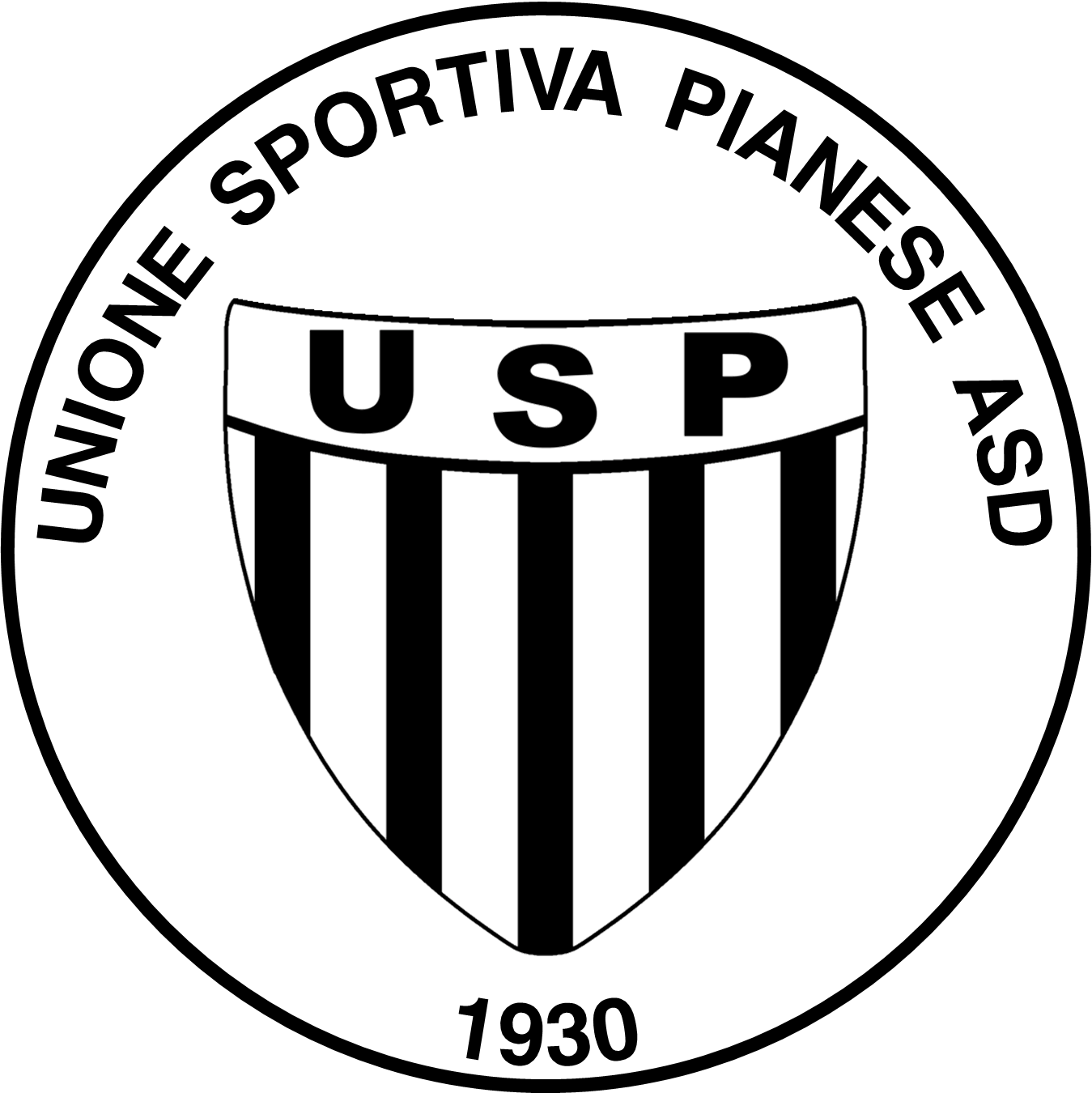
Versione alternativa
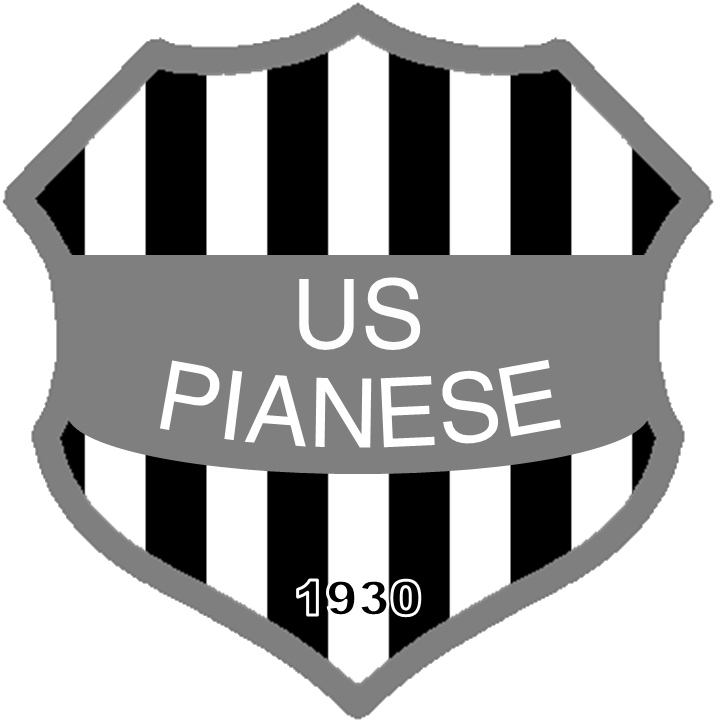
Scudo in uso ai primi anni 2000-2010
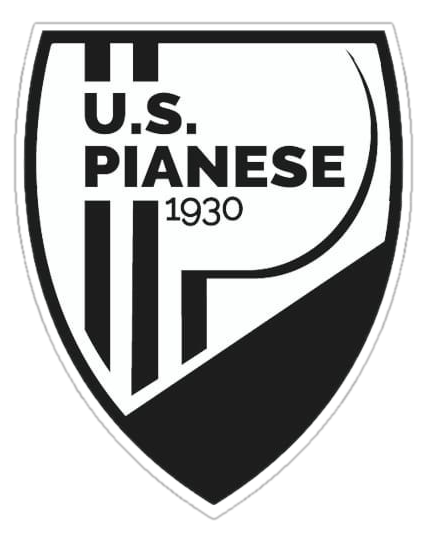
Stemma in uso dal 2019

## Strutture

### Stadio
Sede delle gare interne della prima squadra è lo stadio comunale di via Fratelli Rosselli, a nord-ovest del centro storico di Piancastagnaio, struttura ad uso precipuamente calcistico; inaugurata nel 1932 e poi progressivamente ristrutturata ed ampliata nel corso dei decenni, è capace di circa 1000 posti a sedere (fino a 2500 totali ammettendo anche posti in piedi) ripartiti in due tribune (la maggiore a sud, dotata di parziale copertura, la minore a nord, del tutto scoperta). Dal 2011 il terreno di gioco è rivestito in erba sintetica.
Dal 1954, nel mese di agosto, lo stadio viene trasformato in ippodromo (mediante posa di una pista sabbiosa attorno al campo erboso) onde ospitare la corsa ippica a pelo che assegna il Palio di Piancastagnaio, disputato tra le contrade di Borgo, Castello, Coro e Voltaia.
Stante la sua inadeguatezza ai canoni strutturali della Serie C, in attesa di addivenire alla sua ristrutturazione nel 2019 il club opta per trasferirsi allo stadio Carlo Zecchini di Grosseto, impianto capace di 9988 posti, omologato anche per la Serie B.

### Centro di allenamento
Le selezioni societarie svolgono la preparazione presso il suddetto stadio comunale di Piancastagnaio (che dispone altresì di una palestra attrezzata) e in altri campi, anche fuori dalla provincia senese.
Nel corso della prima stagione professionistica (2019-2020) società e comune annunciarono la costruzione di un centro sportivo in frazione Saragiolo, così da risparmiare il fondo dello stadio comunale e dare una sede di gioco stabile anche alle giovanili amiatine.

## Società

### Organigramma societario
Direttivo in carica al 1º aprile 2024:
- Maurizio Sani - presidente
- Ettore Speroni - vicepresidente
- Guido Guidotti - consigliere
- Marzia Guidotti - segretario generale
- Enzo Rappoli - segretario amministrativo
- Simone Fantozzi - responsabile marketing
- Mauro Bicocchi - responsabile giovanili
- Giuseppe Sani - addetto stampa
- Francesco Cangi - direttore sportivo
- Roberto Rossi - team manager

### Sponsor
Di seguito la cronologia dei fornitori tecnici e degli sponsor ufficiali della Pianese.
| Cronologia degli sponsor tecnici - fino al 2014 ... - 2014-2019 Legea - 2019-2021 Erreà - 2021-2024 Kappa - 2024- Mizuno |

### Settore giovanile
Nel settore giovanile della Pianese (attivo dal 1970) si sono formati diversi elementi poi approdati al professionismo: tra i giocatori Andrea Settembrini, Elia Benedettini e Francesco Golfo, tra gli allenatori David Sassarini (che tra i primi incarichi ha allenato i "piccoli" bianconeri) e Alessio Dionisi (militante da giocatore nelle giovanili della Pianese).
Nel biennio 2018-2019 le giovanili bianconere constano di sei formazioni, delle quali quattro a carattere agonistico (Juniores Nazionali, Allievi Provinciali, Esordienti 2005, Esordienti 2006-2007) e due a scopo formativo (Pulcini e Primi calci).
Nell'estate 2019, a seguito dell'ingresso del professionismo, la Pianese ha stipulato un accordo di collaborazione con le società Invicta e Saurorispescia di Grosseto, le quali per la stagione 2019-2020 si fanno carico della gestione dell'attività agonistica per conto dei bianconeri.
Tra i maggiori successi del settore giovanile pianese si annovera la vittoria del campionato provinciale senese Esordienti nella stagione 1976-1977.

## Allenatori e presidenti
Di seguito la cronologia di allenatori e presidenti della Pianese.

| Allenatori - 1930-1970 ... - 1970-1976 Mauro Bettarini - 1976-1986 Manlio Focarelli - 1986-1989 Guido Guidotti - 1989-1991 Massimo Farnetani - 1991-1993 Luca Dionisi - 1993-1994 Primo Luigi Galasi - 1994-1999 ... - 1999-2000 Bruno Cornacchia - 2000-2003 ... - 2003-2005 Vittorio Marini - 2005-2006 Giampiero Santelli - 2008-2011 David Sassarini - 2011-2013 Roberto Bacci - 2013-2014 Lorenzo Coppi - 2014-2015 Lorenzo Coppi (1ª-29ª) Antonio Cioffi (30ª-34ª) - 2015-2016 Rosolino Puccica - 2016-2017 Agostino Iacobelli - 2017-2018 Daniele Chiarini - 2018-2019 Marco Masi - 2019-2020 Marco Masi (1ª-27ª) Pasquale Catalano (play-out) - 2020-2021 Guido Pagliuca - 2021 Roberto Bacci - 2021-2022 Lucio Brando - 2022-2023 Vitaliano Bonuccelli - 2023-2024 Fabio Prosperi - 2024-2025 Fabio Prosperi (1ª-18ª) Alessandro Formisano (19ª-) | Presidenti - 1930-1950 ... - 1950-? Antonio Moretti - ?-1970 ... - 1970-1986 Vincenzo Renai - 1986-1991 Francesco Capretti - 1991-2009 Daniele Cheli - 2009- Maurizio Sani |

## Calciatori

### Capitani
- ... (1930-2015)
- Alessandro Capone[39] (2015-2018)
- Francesco Gagliardi[40][41] (2018-2024)

## Palmarès

### Competizioni interregionali
- Serie D: 2

2018-2019 (girone E), 2023-2024 (girone E)

### Competizioni regionali
- Eccellenza: 1

2009-2010 (girone B)
- Promozione: 1

2005-2006 (girone B)
- Prima Categoria: 3

1992-1993, 1994-1995, 1999-2000
- Seconda Categoria: 1

1976-1977

### Competizioni provinciali
- Terza Categoria: 1

1971-1972

## Statistiche e record

### Partecipazione ai campionati
Campionati su base nazionale e interregionale
| Livello | Categoria | Partecipazioni | Debutto   | Ultima stagione | Totale |
| ------- | --------- | -------------- | --------- | --------------- | ------ |
| 3º      | Serie C   | 3              | 2019-2020 | 2025-2026       | 3      |
| 4º      | Serie D   | 9              | 2014-2015 | 2023-2024       | 9      |
| 5º      | Serie D   | 4              | 2010-2011 | 2013-2014       | 4      |

Campionati su base regionale e provinciale
| Livello | Categoria         | Partecipazioni | Debutto   | Ultima stagione | Totale |
| ------- | ----------------- | -------------- | --------- | --------------- | ------ |
| 6º      | Eccellenza        | 4              | 2006-2007 | 2009-2010       | 4      |
| 7º      | Prima Categoria   | 14             | 1977-1978 | 1990-1991       | 25     |
| 7º      | Promozione        | 11             | 1993-1994 | 2005-2006       | 25     |
| 8º      | Seconda Categoria | 5              | 1972-1973 | 1976-1977       | 9      |
| 8º      | Prima Categoria   | 4              | 1991-1992 | 1999-2000       | 9      |
| 9º      | Terza Categoria   | 2              | 1970-1971 | 1971-1972       | 2      |

### Partecipazione alle coppe
| Competizione         | Partecipazioni | Debutto   | Ultima stagione | Totale |
| -------------------- | -------------- | --------- | --------------- | ------ |
| Coppa Italia Serie C | 1              | 2019-2020 | 2019-2020       | 1      |
| Coppa Italia Serie D | 11             | 2010-2011 | 2022-2023       | 11     |
| Poule Scudetto       | 1              | 2018-2019 | 2018-2019       | 1      |

## Organico

### Rosa 2025-2026
| N. |                               | Ruolo | Calciatore               |
| -- | ----------------------------- | ----- | ------------------------ |
|    | Italia (bandiera)             | P     | Emiliano Filippis        |
|    | Italia (bandiera)             | P     | Andrea Zambuto           |
|    | Italia (bandiera)             | D     | Wisdom Amey              |
|    | Italia (bandiera)             | D     | Francesco Chesti         |
|    | Italia (bandiera)             | D     | Tommaso Mauro Chiavarino |
|    | Italia (bandiera)             | D     | Luca Ercolani            |
|    | Ghana (bandiera)              | D     | Claudio Martey           |
|    | Italia (bandiera)             | D     | Lorenzo Masetti          |
|    | Italia (bandiera)             | D     | Christian Sussi          |
|    | Italia (bandiera)             | C     | Marco Bertini            |
|    | Macedonia del Nord (bandiera) | C     | Adis Jasharovski         |
|    | Italia (bandiera)             | C     | Matteo Nicastro          |

| N. |                    | Ruolo | Calciatore              |
| -- | ------------------ | ----- | ----------------------- |
|    | Italia (bandiera)  | C     | Lorenzo Peli            |
|    | Italia (bandiera)  | C     | Francesco Proietto      |
|    | Italia (bandiera)  | C     | Luca Simeoni (capitano) |
|    | Italia (bandiera)  | C     | Manuel Tirelli          |
|    | Italia (bandiera)  | C     | Lorenzo Vigiani         |
|    | Italia (bandiera)  | A     | Leonardo Bellini        |
|    | Italia (bandiera)  | A     | Federico Mastropietro   |
|    | Canada (bandiera)  | A     | Easton Ongaro           |
|    | Italia (bandiera)  | A     | Gabriele Pallante       |
|    | Italia (bandiera)  | A     | Luigi Spinosa           |
|    | Albania (bandiera) | A     | Kleidi Xhani            |

### Staff tecnico
- Alessandro Birindelli - Allenatore
- Diego Rognini - Viceallenatore
- Tomas Giani - Collaboratore tecnico
- Giacomo Palmi - Preparatore dei portieri
- Luca Trucchi - Preparatore atletico
- Domenico Capitani - Recupero infortunati

## Tifoseria
La storia del club (attivo per oltre 80 anni nelle sole divisioni dilettantistiche toscane) e la sua origine (da un comune di poco più di 4 000 abitanti) fanno sì che la Pianese abbia un seguito di tifosi ridotto ed estremamente geolocalizzato. Il pubblico alle gare interne si attesta in genere nell'ordine massimo delle centinaia di unità, mentre in trasferta si cala anche al di sotto delle decine.
Nella prima stagione professionistica (2019-2020), complice il trasloco forzato a Grosseto per via della ristrutturazione dello stadio comunale di Piancastagnaio, la squadra bianconera ha segnato la seconda peggior media-spettatori del proprio girone di Serie C, con 200 unità e il picco minimo di soli 66 paganti in occasione della partita interna del 27 ottobre 2019 contro l'Olbia. Ben diversa è stata la situazione allorché, al ritorno in Serie C, lo stadio di Piancastagnaio è stato adeguato al professionismo, con una media di oltre 700 paganti alle gare interne.
Per la prima stagione professionistica non era segnalata la presenza di gruppi di tifoseria organizzata; purtuttavia risultano piuttosto sentite le partite contro altre squadre della Toscana, quali la Pistoiese (i cui tifosi nel febbraio 2010 aggredirono alcuni supporters bianconeri a margine di una partita di Coppa Italia Dilettanti) e il Grosseto (la cui curva nel 2019 contestò la scelta della Pianese di adottare lo stadio Carlo Zecchini come terreno per le gare interne). Vengono invece definiti derby gli scontri con altre squadre della provincia di Siena, su tutte la Sinalunghese e il Sangimignano. Dal 2024 è segnalata la presenza di un collettivo organizzato, denominato Gruppo il Cascio.